# Crax rubra
Crax rubra (Crax rubra) là một loài chim trĩ lớn, chúng sống trong các khu rừng mưa nhiệt đới, phạm vi của chúng kéo dài từ đông Mexico, qua Trung Mỹ đến tây Colombia và tây bắc Ecuador. Chim trống màu đen với mào xoăn và mỏ màu vàng, chim mái có ba hình thái màu khác nhau, màu hung, màu nâu đỏ và màu đen. Những loài chim này tạo thành các nhóm nhỏ, kiếm ăn chủ yếu trên mặt đất để kiếm trái cây và động vật chân đốt, và đôi khi là động vật có xương sống nhỏ, nhưng chúng đậu và làm tổ trên cây. Loài này có quan hệ "một vợ một chồng", con đực thường xây những cái tổ khá nhỏ bằng lá, trong đó có hai quả trứng được đẻ. Loài này đang bị đe dọa do mất môi trường sống và săn bắn, và Liên minh Bảo tồn Thiên nhiên Quốc tế đã đánh giá tình trạng bảo tồn của nó là "loài sắp nguy cấp".

## Hình ảnh

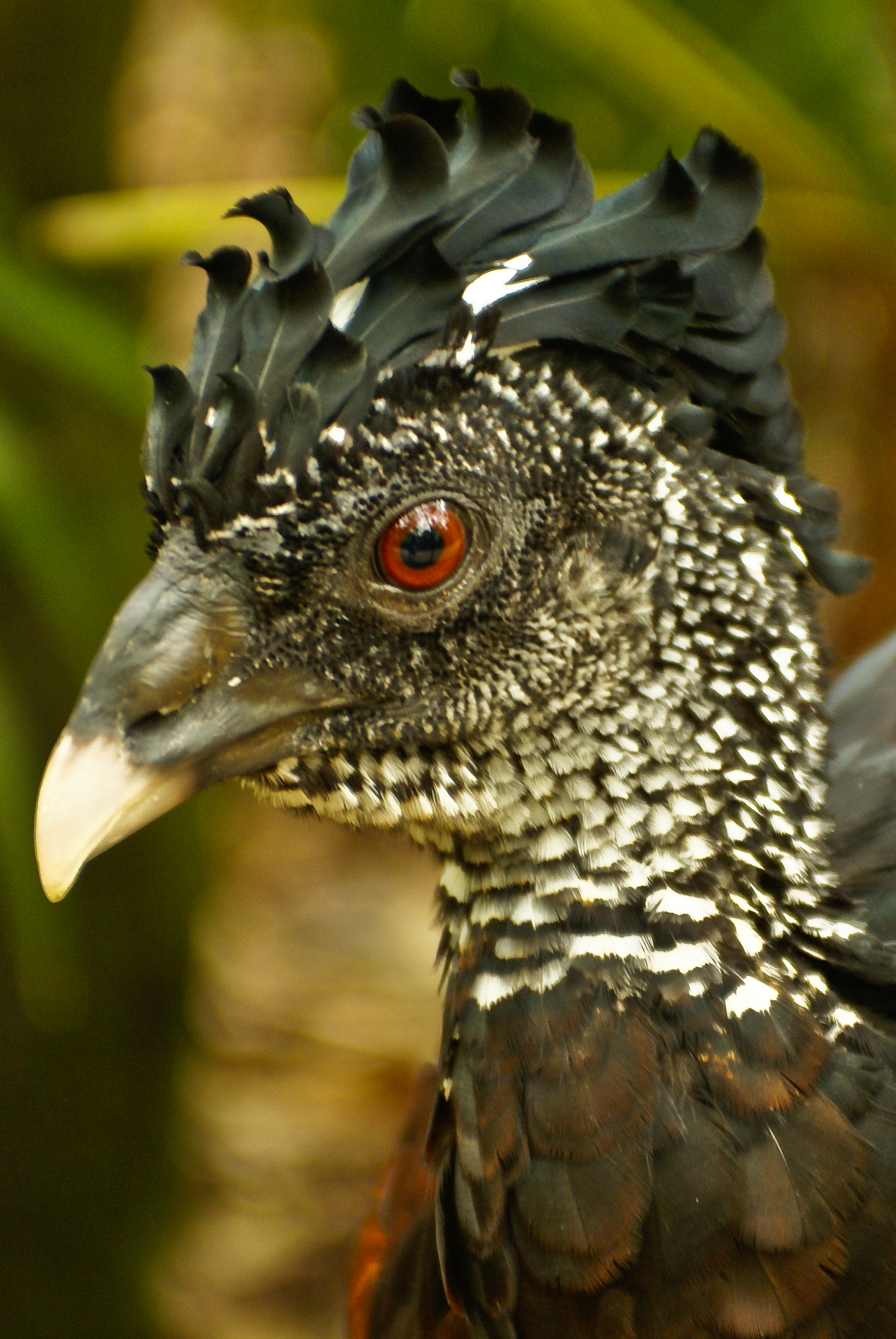
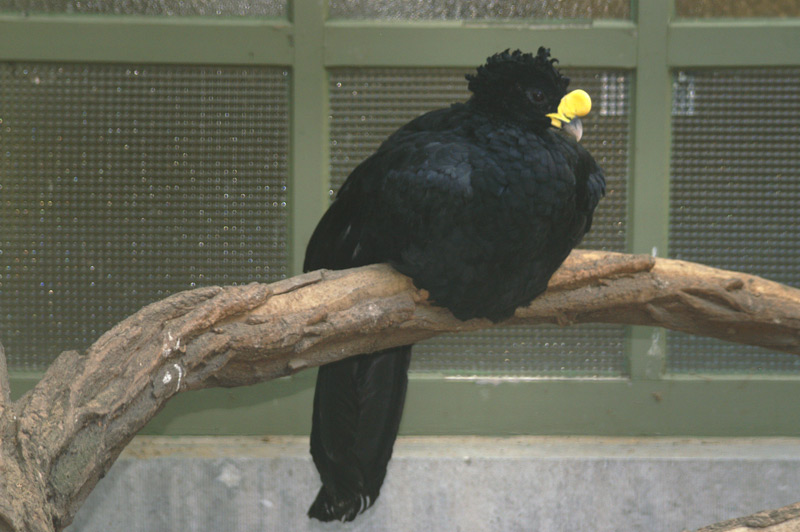
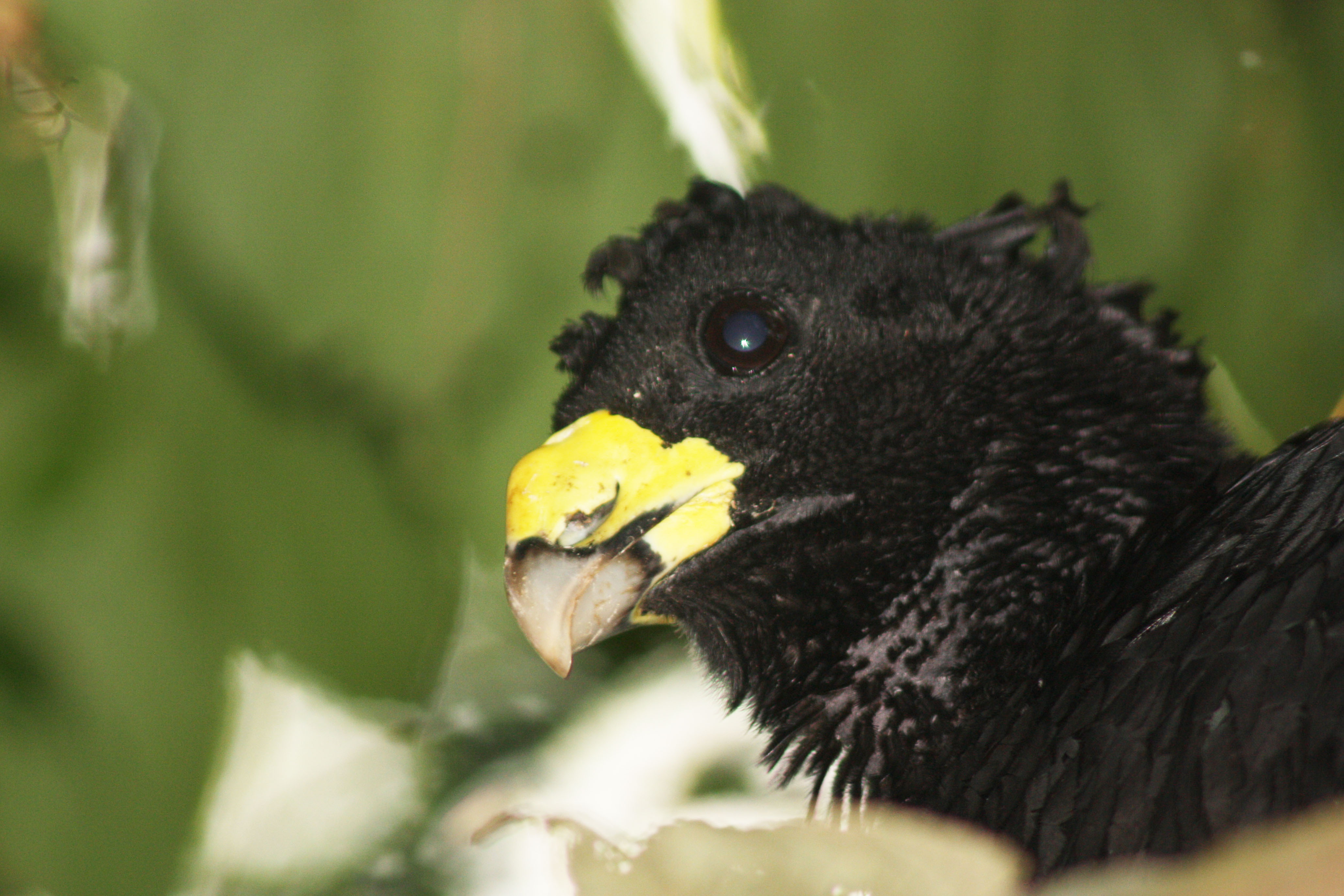
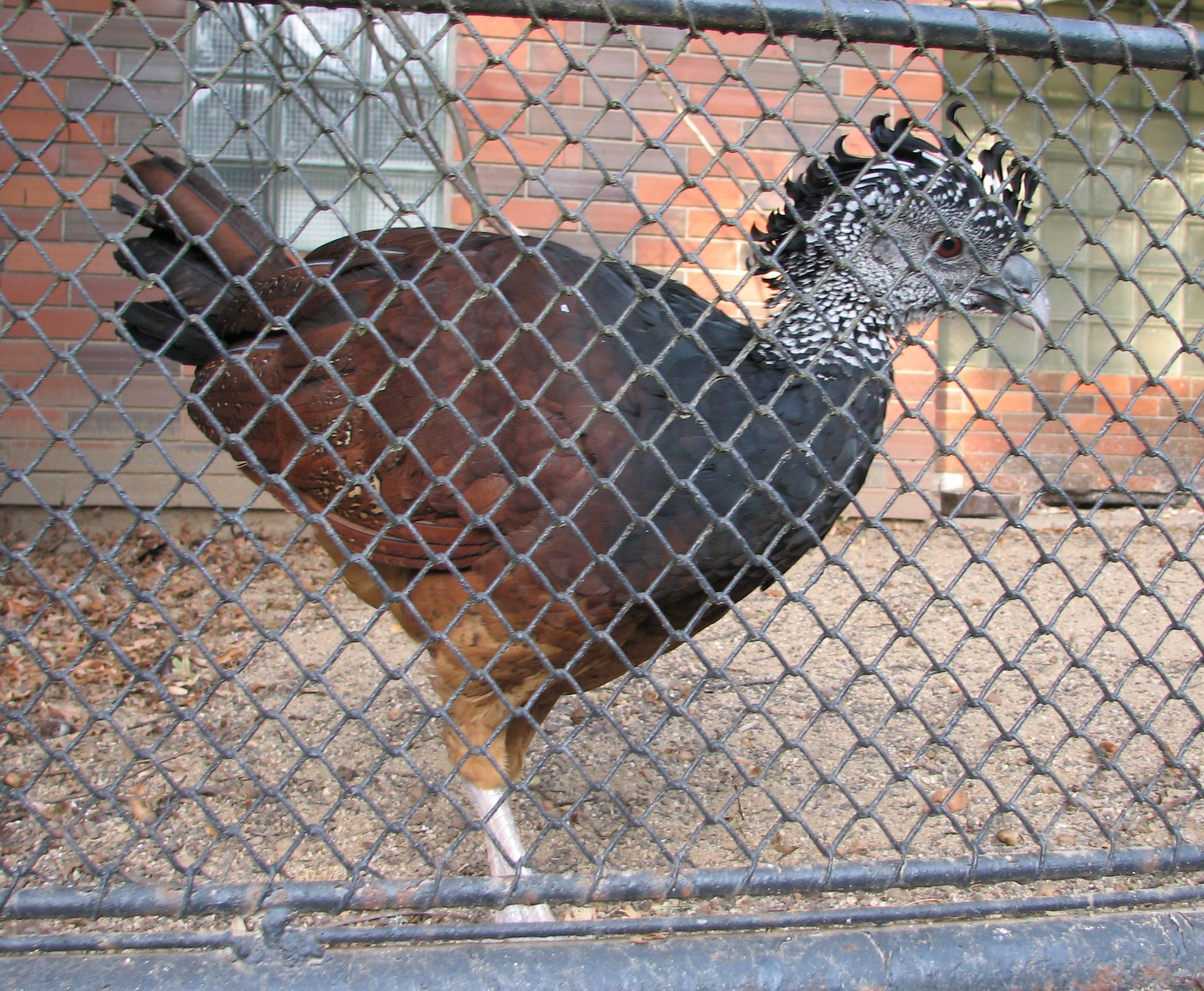